# 佐藤かれん
佐藤 かれん（さとう かれん、2001年〈平成13年〉1月30日 - ）は香港出身のインフルエンサー、プロデューサー。、元女性アイドル。

## 来歴
転校少女*に所属。（2020年11月 - 2021年10月28日）

## 出演

### PV
- utsuro-tanuki「幸福」（2022年12月18日、YouTube）[2]

### イベント
- ミス浅草ジェニック2024（2024年2月3日、浅草寺）[3]。